# Gloeandromyces
Gloeandromyces — рід грибів родини Laboulbeniaceae. Назва вперше опублікована 1931 року.